# Gustavia terminaliflora
Gustavia terminaliflora är en tvåhjärtbladig växtart som beskrevs av Scott A. Mori. Gustavia terminaliflora ingår i släktet Gustavia och familjen Lecythidaceae. Inga underarter finns listade i Catalogue of Life.